# Хънтингтън (Юта)
Вижте пояснителната страница за други значения на Хънтингтън.
Хънтингтън (на английски: Huntington) е град в окръг Емъри, щата Юта, САЩ. Хънтингтън е с население от 2131 жители (2000) и обща площ от 5,3 km². Намира се на 1764 m надморска височина. ЗИП кодът му е 84528, а телефонният му код е 435.